# Kammergrab von Dalvraid
Das typmäßig nicht genau bestimmbare neolithische Kammergrab von Dalvraid (englisch chambered tomb oder chambered cairn) liegt etwa 100 m östlich des Strath Melness Burn, südlich des Weilers Dalvraid bei West Strathan in der Streusiedlung Melness an der Nordküste von Sutherland in Schottland.
Die Reste des runden Cairns haben etwa 16,0 m Durchmesser. Acht Randsteine sind sichtbar. Es gibt eine gewölbte Fassade im Westen, von der eine leicht gekrümmte Vertiefung etwa 4,0 m in den Cairn führt. Zwei große verschobene Platten liegen über dem Zugang. Zwei Meter weiter liegt eine U-förmig erhaltene Struktur von 1,75 m mal 0,8 m aus vier Platten in situ. Am östlichen Ende befindet sich eine 0,8 m lange und 0,12 m dicke Platte, die an die 0,4 m lange und 0,25 m dicke, einzige Platte der Nordseite im rechten Winkel anschließt. Die Südseite bilden zwei Platten von 0,5 mal 0,1 m und 0,89 mal 0,12 m. 
Die Struktur ist wahrscheinlich Teil der Endkammer, obwohl sie zum Gang versetzt liegt.